# 1817 год в литературе

## Книги
- «Вадим» — вторая часть баллады В. А. Жуковского «Двенадцать спящих дев».
- «Нортенгерское аббатство» — роман Джейн Остин (первая публикация).
- «Манфред» — поэма лорда Байрона (первая публикация).
- «Роб Рой» — исторический роман Вальтера Скотта.

## Родились
- 22 февраля — Оттилия Вильдермут, немецкая детская писательница (умерла в 1877).
- 13 апреля — Джордж Якоб Холиок (ум. 1906), английский публицист и деятель рабочего движения.
- 17 апреля — Войтех Глинка, чешский писатель известный под псевдонимом Франтишек Правда (ум. 1904).
- 18 мая — Уффо Даниэль Хорн, чешский поэт, прозаик и публицист.
- 24 августа (5 сентября) — Алексей Константинович Толстой, граф, русский поэт, писатель и драматург (умер в 1875).
- 19 декабря – Габриэль Гарсиа-и-Тессара, испанский писатель и поэт (умер в 1875).

## Умерли
- 18 июля — Джейн Остин, английская писательница (родилась в 1775 году).
- 21 августа — Венгамамба, индийская поэтесса (родилась в 1730 году).